# Kinseyho zprávy
Kinseyho zprávy, též označované jako Kinseyovy zprávy, (anglicky: The Kinsey Reports) jsou dvě knihy, v nichž Alfred Kinsey a jeho tým představili výsledky svých výzkumů o lidském sexuálním chování. Každá z těchto knih má přes 800 stran.
- Sexuální chování muže (Sexual Behavior in the Human Male) byla vydána v roce 1948 (reprint 1998). Autory byli Alfred C. Kinsey, Wardell B. Pomeroy a Clyde E. Martin.
- Sexuální chování ženy (Sexual Behavior in the Human Female) byla vydána 14. září 1953 (reprint 1998). Autory byli Alfred C. Kinsey, Wardell B. Pomeroy, Clyde E. Martin a P. H. Gebhard.

Kinsey byl profesor biologie a entomologie působící na Indiana University Bloomington. Promoval též disertační prací z psychologie na Harvardově univerzitě. Založil nynější Kinseyho institut (Kinsey Institute for Research in Sex, Gender and Reproduction) působící při Indiana University Bloomington.
Výsledky výzkumů značnou část americké veřejnosti šokovaly a ihned po vydání vyvolaly bouřlivé reakce a diskuse, protože narušily dosavadní konvenční představy o sexualitě a zabývaly se dosud tabuizovanými tématy (včetně témat, která jsou tabuizována dodnes).
Prvního vydání Sexuálního chování muže bylo prodáno 270 000 výtisků.

## Kinseyho škála sexuální orientace

Kinseyho stupnice

Nejčastěji citovaným výsledkem z Kinseyho zpráv je výskyt sexuálních orientací. Je třeba zdůraznit, že Kinsey sledoval především sexuální chování, nikoliv erotické prožívání a sebepojetí. Provozování sexuálních praktik s osobami nějakého pohlaví není považováno za příliš směrodatný příznak sexuální orientace v dnešním významu.
Kinsey k posuzování sexuálního chování zavedl škálu od 0 do 6, na níž stupeň 0 odpovídal výhradní heterosexualitě, 6 výhradní homosexualitě, 3 vyvážené bisexualitě. Stupeň 1 označoval převažující heterosexuální chování s ojedinělými homosexuálními zkušenostmi, stupeň 2 většinou heterosexuální chování s více vážnějšími homosexuálními zkušenostmi atd. Mimo škálu stojí kategorie X, do níž patří osoby, které nejsou přitahovány nebo vzrušovány ani muži, ani ženami (asexualita).
Kinsey oznámil, že většina amerických mužů spadá na této škále do stupňů 1 až 2 a velká většina mužů (90–95 %) se zdá být alespoň trochu bisexuální (stupně 1 až 5). Studie také vypovídá o tom, že 37 % mužů mělo alespoň jednu homosexuální zkušenost v dospělosti (60 % v době dospívání) a 10 % ze zkoumaných amerických mužů se chovala alespoň v části dospělého života převážně nebo úplně homosexuálně (stupně 5 a 6). Ze studie Sexuální chování muže pochází také údaj o tom, že 4 % mužů vykazuje trvale převažující homosexuální chování. Tento údaj se stal symbolem homosexuální menšiny.
Koncem dvacátého století byl tento lineární (polární) model v některých teoriích nahrazen modelem, v němž reaktivita vůči mužům a reaktivita vůči ženám jsou pojaty jako vzájemně nezávislé proměnné, jejichž reálná závislost musí být teprve předmětem nezávislého zkoumání.

## Další poznatky
Výsledky výzkumů dále ukazují, že například
- masturbace je mezi muži extrémně rozšířená,
- ženy, které před svatbou masturbují, nejsou ve svém manželství méně uspokojeny, statisticky je jejich sexuální spokojenost v manželství dokonce vyšší,
- 63 % žen někdy masturbovalo, 14 % bylo schopno opakovaného orgasmu
- sexuální praktiky považované za deviace, nevěra i mimomanželský sex jsou mnohem více rozšířené, než obecné povědomí připouští. 86 % dospělých lidí žije v rozporu se zvykovým kodexem

Ne všechny závěry a výklady, které z výsledků výzkumu bývají vyvozovány, pocházejí přímo od Kinseyho. Například rozložení respondentů na Kinseyho škále je možné vykládat různými způsoby.

## Metodika
Kinsey a jeho spolupracovníci provedli více než 10 000 rozhovorů s muži (5300) a ženami (5940), jichž se ptali na jejich manželské i mimomanželské sexuální praktiky a zkušenosti, údaje o sexuálních znalostech, názorech, orientaci, masturbaci a další osobní sdělení a údaje. Dotazník obsahoval více než 500 otázek (dle jiného zdroje 300 otázek). Zápisy rozhovorů byly anonymizovány z důvodů diskrétnosti. Mezi dalšími zdroji údajů byly například i záznamy odsouzených zneuživatelů dětí. Všechen zdrojový materiál, včetně originálních zápisů výzkumníků, zůstal v Kinseyho institutu k dispozici kvalifikovaným výzkumníkům, kteří projeví zájem jej použít.
Statistiky byly sestavené a interpretované mnohem pečlivěji, než bylo v době jejich vzniku běžné, a jejich diskrétnost byla mnohem pečlivěji chráněna. Kinsey používal při výpočtech vážený průměr, čímž minimalizoval vliv netypických skupin.
Je také známo, že Kinsey v rámci výzkumu natáčel v podkroví svého domu sexuální akty. Životopisec Jonathan Gathorne-Hardy vysvětlil, že Kinseyho dům byl pro takové filmování používán z důvodů utajení, protože by bylo skandální, kdyby se o něm veřejně vědělo. Vyskytly se i názory, že Kinseyho filmy nebyly ve skutečnosti vědecké, ale pornografické.

## Vědecká kritika
Hlavní kritika se týká výběru vzorku. V roce vydání Sexuálního chování muže, 1948, výbor Amerického statistického sdružení (American Statistical Association), jehož členy byli významní statistici jako například John Tukey, odmítli způsob vytvoření výzkumného vzorku. Tukey byl dokonce nejhlasitějším kritikem, když říkal: „Náhodný výběr tří lidí může být lepší než skupina 300 lidí vybraných panem Kinseym.“
Vzorku bylo vytýkáno nadměrné zastoupení některých skupin ve vzorku: 25 % byli bývalí nebo současní vězni, nadprůměrné zastoupení měli též mužští prostituti.
Podobná kritika zaznívala i od soudobých významných psychologů. Například Abraham Maslow Kinseymu vytýkal, že nebral v úvahu zkreslení vzniklé tím, že údaje byly získány pouze od těch lidí, kteří měli zájem se výzkumu účastnit.
V reakci na tuto kritiku Paul Gebhard, Kinseyho následník ve funkci ředitele Kinseyho institutu, strávil léta čištěním dat od vytýkané „kontaminace“, například vypuštěním údajů získaných od vězeňské populace ze základního vzorku. V roce 1979 Gebhard (společně s Alanem B. Johnsonem) publikoval kritické srovnání The Kinsey Data: Marginal Tabulations of the 1938-1963 Interviews Conducted by the Institute for Sex Research. Gebhard, k svému překvapení, nezjistil významné rozdíly ve výsledcích oproti původním Kinseyho závěrům. Profesor Martin Duberman píše:
Místo Kinseyho 37 % Gebhard a Johnson došli k 36,4 %; místo 10 % podílu, po vyřazení vězňů, došli k 9,9 % u bílých vysokoškolsky vzdělaných mužů a 12,7 % u mužů s nižším vzděláním. A jako na zavolanou, tým nezávislých statistiků studujících Kinseovy postupy došel již roku 1953 k závěru, že jedinečnost problémů, které jsou předmětem sexuálního výzkumu, vylučuje vytvoření skutečně náhodných vzorků, a že postup výzkumných rozhovorů byl výjimečně dovedný. Kinseyho práci dokonce označili za velkolepou snahu.
Přesto není dostatek důvodů k domněnce, že výzkumný vzorek lze považovat za věrně reprezentující celé americké obyvatelstvo.[zdroj⁠?!] K zobecnění na základě zjištěných hodnot je třeba značné míry interpretace.
Výzkum byl také příliš zaměřen na vnější chování a takřka vůbec nepostihuje emoční a vůbec neorgasmické projevy sexuality. To může být ovlivněno i jistou emoční plochostí samotného Kinseyho, ale i dobovým pojetím vědy, v němž za skutečnou vědu bylo považováno pouze měření a čísla.

## Obvinění ze zneužití dětí
V Kinseových zprávách jsou údaje týkající se předpubertálních orgasmů. Zvlášť kontroverzní jsou tabulky 30 až 34 v „mužském“ dílu. Například tabulka 34 je „Příklady opakovaného orgasmu předpubertálních mužů. Příklady nejvyšší frekvence.“ Typický údaj dokládá, že jistý sedmiletý chlapec měl sedm orgasmů během tří hodin. Tabulka 32 se nazývá: „Rychlost předpubertálního orgasmu; Doba trvání stimulace před vyvrcholením; Observations timed with second hand or stop watch“
Významnou dnešní americkou konzervativní kritičkou Kinseyho je Dr. Judith A. Reisman, ředitelka kampaně RSVP America (Restore Sexual Virtue and Purity to America, Obnova sexuální čistoty Ameriky, od r. 1998). Reismanová obviňuje Kinseyho a jeho tým ze sexuálního zneužití dětí, jímž bylo podle ní získání některých údajů do Kinseyho zpráv.
Americká vlivná křesťansko-konzervativní lobbyistická organizace Rada pro výzkum rodiny (Family Research Council, FRC) je významným kritikem. FRC opakovala námitky Reismanové ve svém videofilmu Děti z tabulky 34 (The Children of Table 34). Tabulka s pořadovým číslem 34 v „Sexuálním chování muže“ se týká možnosti orgasmu u dětí ve věku od 5 měsíců do 14 let. Na stránce kampaně se uvádí, že videofilm „představuje příběh o tom, jak Dr. Reismanová odhalila systematické sexuální zneužívání 317 chlapců Dr. Alfredem Kinseym.“
Kinseyho kritici uvádějí, že podobné údaje by mohly být získány pouze pozorováním zneužití dítěte nebo přímou účastí na něm. Přitom poukazují především na informace v tabulce 32 a říkají, že jediným způsobem, jak mohly být získány tak přesné údaje, může být spolupráce se zneuživateli dětí.
Ředitel Kinseyho institutu John Bancroft tvrdí, že subjekty sexuálních interakcí dítě/dospělý byly Kinseyho oponenty záměrně vybráni k jeho diskreditaci kvůli emocím, které je obklopují: „Jaký je lepší způsob někoho zdiskreditovat v posledních letech, když strach ze sexuálního zneužívání dětí hraničí s hysterií, která často způsobuje, že obviněný je považovaný za vinného, ještě než prokáže svou nevinu?“
Zástupci Kinseyho institutu tvrdí, že Kinsey nikdy neměl sexuální kontakt s dětmi ani nikoho k takové činnosti nevyužíval, a že rozhovory s dětmi prováděl vždy v přítomnosti jejich rodičů. (Naproti tomu je otázkou, zda výpovědi dětí podané v přítomnosti rodičů lze považovat za věrohodné, protože většina z dětí se v přítomnosti rodičů pochopitelně vyjadřuje o svých intimních záležitostech méně otevřeně.)
Kinseyův institut na svém webu jasně prohlásil: „Kinsey neprováděl experimenty na dětech. Nezjednával ani nepřesvědčoval nikoho k experimentům na dětech ani na takových experimentech nespolupracoval.“ Dále píše: „Kinsey nepochybně uvedl v „mužském“ dílu zdroje informací o dětských sexuálních reakcích. Mnoho z těchto informací bylo získáno od dospělých vzpomínajících na své vlastní dětství. Některé byly od rodičů, kteří pozorovali své děti, jiné od učitelů, kteří zpozorovali sexuální chování nebo interakce dětí, a Kinsey uvedl, že prováděl rozhovor i s devíti muži, kteří měli sexuální zkušenosti s dětmi a kteří mu řekli, jak děti odpověděly a reagovaly. Myslíme si, že jeden z těchto mužů byl zdrojem údajů uvedených v knize.“
Ředitel Kinseyho institutu John Bancroft roku 1998 ve své odpovědi k podstatě obvinění od doktorky Reismanové tvrdí, že údaje o dětech v tabulkách 31–34 Kinseyho Sexuálního chování muže pocházejí převážně z deníku jednoho dospělého „omnifila“, který měl ilegální sexuální interakce s těmito dětmi. Deník tohoto muže začíná v roce 1917, dlouho před Kinseyho výzkumy. Bancroft dále prohlásil, že Kinsey výslovně poukazoval na ilegalitu mužova počínání, ale že zaručil anonymitu tohoto zdroje.
Zmíněný muž, někdy označovaný jako „pan X“, se údajně účastnil stovek aktů incestu a zneužívání dětí, které zaznamenával v explicitních detailech. Ve filmu Kinsey je scéna setkání s panem X v rámci přizpůsobení Kinseyho obrazu dnešní politické korektnosti ztvárněna nepříliš realisticky – filmového Kinseyho nepohoršila neodpovědnost či násilí činů pana X , ale pohoršeně zareagoval až na slova „chlapecký orgasmus“.
V Německu se objevila informace, že Kinsey v rámci výzkumu komunikoval také s nacistickým důstojníkem.[zdroj⁠?!] Německé noviny Die Frankfurter Allgemeine Zeitung 22. května 1957 oznámily, že Friedrich Karl von Balluseck je obžalovaný z toho, že během 2. světové války v polském Jedrzejowě jako velitel sexuálně zneužíval děti a pokračoval v tom i po válce. Dopisoval si údajně s Kinseym a pravidelně mu posílal záznamy o svých zločinech.

## Ideologická a etická opozice
Mnozí příznivci konzervativně-křesťanského pohledu nesouhlasili s Kinseyho metodami a východisky. Považovali Kinseyho stoupence za zpustlé libertiny a Kinseyho výzkumy za narušování morálky. Dodnes u většiny z nich Kinseyho jméno vyvolává odmítavé reakce.
Některé konzervativní skupiny včetně RSVPAmerica, vedené doktorkou Judith A. Reisman, a Family Research Council (FRC) říkají, že jejich cílem je diskreditovat Kinseovy zprávy. Tyto skupiny často obviňují Kinseyho práci z podpory nezdravých sexuálních praktik a mravů a úpadku ve společnosti. RSVPAmerica propaguje publikace jako Kinsey: zločiny a důsledky (Kinsey: Crimes & Consequences), Kinsey, sex a klam: indoktrinace lidu (Kinsey, Sex and Fraud: The Indoctrination of a People) (obě od Reismanové).
Reismanová i FRC trvají na tom, že údaje o dětské sexualitě nebylo možné získat jinak než aktivní spoluúčastí na sexuálním zneužívání dětí.
FRC se však především zabývá Kinseovými výzkumy sexuální orientace a homosexuality. Kinsey tvrdil, že lidé nespadají jednoznačně do kategorií výhradní heterosexuality nebo výhradní homosexuality, ale že většina lidí se nachází někde mezi nimi na spojité škále s homosexualitou a heterosexualitou v krajních bodech a bisexualitou ve středním bodu. FRC vnímá Kinseyho práce jako podporu snah o legitimizaci homosexuality. Pojmu sexuální orientace se FRC důrazně brání.
V důsledku práce Kinseyho a mnoha dalších osob Americká psychiatrická asociace v roce 1973 vypustila homosexualitu ze svého seznamu duševních poruch (DSM, Diagnostic and Statistical Manual of Mental Disorders), čímž zpochybnila oprávněnost snah o její léčbu (změnu), kterou konzervativně smýšlející lidé považují za adekvátní řešení.
Další útoky byly směřovány na sexuální život a motivy samotného Kinseye (viz Alfred Charles Kinsey).
Prezident Indiana University Herman B. Wells hájil Kinseyho výzkumy, které se staly testem akademické svobody.
Americký neokonzervativní týdeník Human Events 31. 5. 2005 zveřejnil „Seznam deseti nejškodlivějších knih 19. a 20. století“. Kinseyho zprávy jsou zde uvedeny na čtvrtém místě za Marxovým a Engelsovým Komunistickým manifestem, Hitlerovým Mein Kampf, Rudou knížkou citátů Mao Ce-tunga, následovány knihami Demokracie a vzdělání (John Dewey), Kapitál (Karel Marx), Ženská mystika (Betty Friedan), Kurs pozitivní filosofie (Auguste Comte), Mimo dobro a zlo (Friedrich Nietzsche) a Obecná teorie zaměstnanosti, úroku a peněz (John Maynard Keynes).

## Kontext zpráv
Kinseyho zprávy souvisejí se změnami veřejného vnímání sexuality. V šedesátých letech dvacátého století, po zavedení orální antikoncepce (antikoncepčních pilulek), tyto změny propukly v sexuální revoluci. V šedesátých letech také William H. Masters a Virginia E. Johnson publikovali své výzkumy fyziologie sexu, jimiž bourali tabu a nedorozumění podobná těm, které překonával Kinsey o více než desetiletí dříve v blízce příbuzné tematické oblasti.
Obě Kinseyho zprávy i jeho soukromý život nepochybně vyvolaly vlnu závažných debat o lidské sexualitě a o dopadu výzkumů na sexuální morálku a polarizovaly americkou společnost. V jaké míře Kinseyho zprávy vyvolaly nebo podpořily změny společenského vnímání sexuality a v jaké míře je jen popisovaly a reflektovaly situaci, která je způsobovala, je věcí mnoha debat a spekulací.
Mnohé z Kinseyho závěrů, které ve své době byly radikální, jsou dnes obecně přijímané. Zprávy jsou stále hojně citované a jsou považované za významný a originální výzkumný materiál.
Roku 1951 poznatky z Kinseyho výzkumů rozšířili antropolog Clellan Ford a psycholog Frank Beach tím, že porovnali sexuální chování lidí ze 190 kultur.
Historik sociálních věd John Madge považuje Kinseovu práci za jeden z mezníků v rozvoji empirické sociologie (dle Václava Bělohradského).